# Colastes
Colastes is een geslacht van insecten uit de orde vliesvleugeligen (Hymenoptera) en de familie schildwespen (Braconidae).

## Soorten
- C. abdominalis Belokobylskij, 1986
- C. abnormis (Wesmael, 1838)
- C. abrogatus (Brues, 1910)
- C. aciculatus Tobias, 1986
- C. adjunctus Belokobylskij, 1998
- C. affinis (Wesmael, 1838)
- C. alaskensis (Ashmead, 1902)
- C. alboapicalis Belokobylskij, 1988
- C. amoenus Belokobylskij, 2000
- C. anervis Belokobylskij, 1992
- C. anomalopterus (Spinola, 1851)
- C. attonita (Papp, 1987)
- C. avatsha Belokobylskij, 1998
- C. baikalicus Belokobylskij, 1998
- C. bohayicus Belokobylskij, 1996
- C. borealis (Walley, 1936)
- C. braconius Haliday, 1833
- C. brevipetiolatus Tobias, 1986
- C. catenator (Haliday, 1836)
- C. cilipennis (Cameron, 1910)
- C. cognatus Belokobylskij, 1992
- C. colenutti (Cockerell, 1921)
- C. cribellatus (Spinola, 1851)
- C. curtifemur Zaykov & Basamakov, 1984
- C. dersu Belokobylskij, 1998
- C. distractus (Cockerell, 1921)
- C. effectus (Papp, 1972)
- C. elongatus Belokobylskij, 1998
- C. flavitarsis (Thomson, 1892)
- C. foveolator (Thomson, 1892)
- C. fragilis (Haliday, 1836)
- C. fritzeni van Achterberg & Shaw, 2008
- C. gracilis Papp, 1975
- C. grenadensis Ashmead, 1895
- C. himalayicus Belokobylskij, 2000
- C. hopkinsi (Ashmead, 1900)
- C. hungaricus (Szepligeti, 1906)
- C. incertus (Wesmael, 1838)
- C. inopinatus Belokobylskij, 2000
- C. insularis Belokobylskij, 1984
- C. interdictus Belokobylskij, 1998
- C. involutus Belokobylskij, 1992
- C. ivani Belokobylskij, 1986
- C. kiefferi (Nomine, 1938)
- C. kurilensis Belokobylskij, 1996
- C. laevis (Thomson, 1892)
- C. lapponicus (Thomson, 1892)
- C. laticarpus (Thomson, 1892)
- C. longitergum Belokobylskij, 1988
- C. luridiceps (Vachal, 1908)
- C. lustrator (Haliday, 1836)
- C. macropterus Belokobylskij, 1992
- C. magdalenae Sterzynski, 1983
- C. malayensis Belokobylskij, 1992
- C. melanocephalus (Spinola, 1851)
- C. mellipes (Provancher, 1880)
- C. mendax Belokobylskij, 1992
- C. metalli (Muesebeck, 1932)
- C. moldavicus Tobias, 1986
- C. montanus (Tobias & Belokobylskij, 1986)
- C. nuptus Papp, 1983
- C. opacus Belokobylskij, 1992
- C. orchesiae (Ashmead, 1889)
- C. orientalis Belokobylskij, 1998
- C. pacificus Belokobylskij, 1998
- C. pahangensis Belokobylskij, 2000
- C. phyllotomae (Muesebeck, 1932)
- C. pilosiventris Belokobylskij, 1988
- C. pilosus Belokobylskij, 1984
- C. polypori Mason, 1968
- C. postfurcalis Belokobylskij, 2000
- C. propinquus (Walley, 1936)
- C. pubescens Belokobylskij, 1986
- C. pubicornis (Thomson, 1892)
- C. rupicola Belokobylskij, 1998
- C. sandei van Achterberg & Shaw, 2008
- C. santacheza Belokobylskij, 1998
- C. subquadratus Papp, 1975
- C. sylvicola Belokobylskij, 1998
- C. taegeri Belokobylskij, 1995
- C. tamdaoensis Belokobylskij, 1992
- C. testaceus Brethes, 1924
- C. tobiasi Belokobylskij, 1998
- C. tricolor (Szepligeti, 1908)
- C. unicolor Belokobylskij, 1984
- C. ussuricus Belokobylskij, 1996
- C. vividus Papp, 1975
- C. whartoni Belokobylskij, 1992